# Liste der Monuments historiques in Néré
Die Liste der Monuments historiques in Néré führt die Monuments historiques in der französischen Gemeinde Néré auf.

## Liste der Bauwerke
| Bezeichnung      | Beschreibung                      | Standort | Kennzeichnung | Schutzstatus | Datum | Bild           |
| ---------------- | --------------------------------- | -------- | ------------- | ------------ | ----- | -------------- |
| Kirche St-Pierre | Erbaut im 12. und 13. Jahrhundert | (Lage)   | PA00104822    | Inscrit      | 1925  | weitere Bilder |

## Liste der Objekte

### Kirche St-Pierre
| Bezeichnung                 | Beschreibung                  | Standort | Kennzeichnung | Schutzstatus | Datum | Bild |
| --------------------------- | ----------------------------- | -------- | ------------- | ------------ | ----- | ---- |
| Skulpturengruppe Kreuzigung | Holz, 17. und 18. Jahrhundert | (Lage)   | PM17000618    | Classé       | 1994  |      |
| Glocke                      | Bronze, 1677 gegossen         | (Lage)   | PM17000223    | Classé       | 1942  |      |
| Skulptur Madonna mit Kind   | Stein, 14. Jahrhundert        | (Lage)   | PM17000224    | Classé       | 1980  |      |